# Passiflora nuriensis
Passiflora nuriensis là một loài thực vật có hoa trong họ Lạc tiên. Loài này được Steyerm. mô tả khoa học đầu tiên năm 1968.